# Hisashi Mizutori
Hisashi Mizutori (jap. 水鳥 寿思, Mizutori Hisashi; * 22. Juli 1980 in Shizuoka) ist ein japanischer Kunstturner, der bei den Olympischen Spielen 2004 mit der Mannschaft Gold gewann.
Mizutori gewann mit seinem Team die Bronzemedaille bei der Weltmeisterschaft 2006 in Aarhus. Bei den Turn-Weltmeisterschaften 2007 in Stuttgart gewann er jeweils die Bronzemedaille am Reck, am Boden sowie im Einzelmehrkampf. Zusätzlich sicherte er sich mit dem Team die Silbermedaille.
Bei den Asienspielen in Doha errang er 2006 die Goldmedaille am Barren sowie Silber mit dem Team und im Einzelmehrkampf.